# Cosmos 900
Cosmos 900 fue el nombre de un satélite artificial soviético construido con el bus AUOS y lanzado bajo el programa Intercosmos de cooperación internacional el 29 de marzo de 1977 desde el cosmódromo de Plesetsk mediante un cohete Kosmos 3. Reentró en la atmósfera el 11 de octubre de 1979.

## Objetivos
La misión de Cosmos 900 consistía en estudiar las capas altas de la atmósfera terrestre.

## Características
El satélite, de 900 kg de peso, llevaba diferentes experimentos, como un analizador de potencial retardado, una sonda de temperatura de electrones de alta frecuencia, una trampa iónica esférica, una sonda electrostática cilíndrica, un espectrómetro diferencial de energía, un espectrómetro electrostático panorámico, un contador de protones y electrones y un fotómetro auroral.